# Charisma (magazine)
Charisma est un magazine mensuel d'information et de réflexion chrétien évangélique, basé à Lake Mary, en Floride, aux États-Unis.  Sa première publication remonte à 1975.

## Historique
Charisma est fondé en 1975 par Stephen Strang, un journaliste et les Assemblées de Dieu ,,.  En 1986, le magazine "Christian Life" fusionne avec Charisma ,.  En 1981, 80 000 exemplaires sont distribués et 250 000 en 2011.